# Zhang Chunqiao
Zhang Chunqiao (wym. [tʂɑ́ŋ tʂʰúntɕʰjɑ̌ʊ]; ur. 1917, zm. 21 kwietnia 2005) – chiński polityk, działacz partii komunistycznej, członek bandy czworga.
Od lat 30. pracował jako dziennikarz w Szanghaju; w 1938 wstąpił do Komunistycznej Partii Chin. Po utworzeniu Chińskiej Republiki Ludowej pracował od 1950 jako korespondent agencji Xinhua, a od 1954 był wpływowym redaktorem gazety Jiefang Ribao ("Dziennik Wyzwolenia"). 
W 1958 został jednym z komisarzy szanghajskiego komitetu miejskiego KPCh. Poznał w Szanghaju Jiang Qing i współpracował z nią od początku rewolucji kulturalnej. W lutym 1967 zorganizował w Szanghaju krótkotrwałą, zakończoną fiaskiem Komunę Szanghajską, której był przewodniczącym; 1967–1969 był zastępcą przewodniczącego grupy ds. rewolucji kulturalnej przy Komitecie Centralnym KPCh.
Działalność w okresie rewolucji kulturalnej wiązała się z kolejnymi awansami – od 1969 był członkiem Biura Politycznego KC, od 1973 członkiem Stałego Komitetu Biura Politycznego, od 1975 drugim wicepremierem; był również szefem Głównego Zarządu Politycznego Chińskiej Armii Ludowo-Wyzwoleńczej. Był kandydatem bandy czworga na premiera i następcę Mao, ostatecznie jednak sam Przewodniczący nieoczekiwanie wyznaczył na premiera mało znanego Hua Guofenga.
Po śmierci Mao Zedonga został aresztowany w październiku 1976; w 1977 pozbawiony oficjalnie wszystkich stanowisk. W styczniu 1981 w procesie bandy czworga został skazany na karę śmierci w zawieszeniu na 2 lata; podczas procesu cały czas milczał i nie odpowiadał na pytania sędziego. W 1983 wyrok zamieniono na dożywotnie więzienie. Ze względu na zły stan zdrowia został zwolniony w sierpniu 2002. Zmarł w kwietniu 2005 po chorobie nowotworowej, o czym oficjalnie agencje chińskie poinformowały z niemal miesięcznym opóźnieniem.